# Valea Racului, Iași
Valea Racului este un sat în comuna Cotnari din județul Iași, Moldova, România.